# Thomas Jenckes

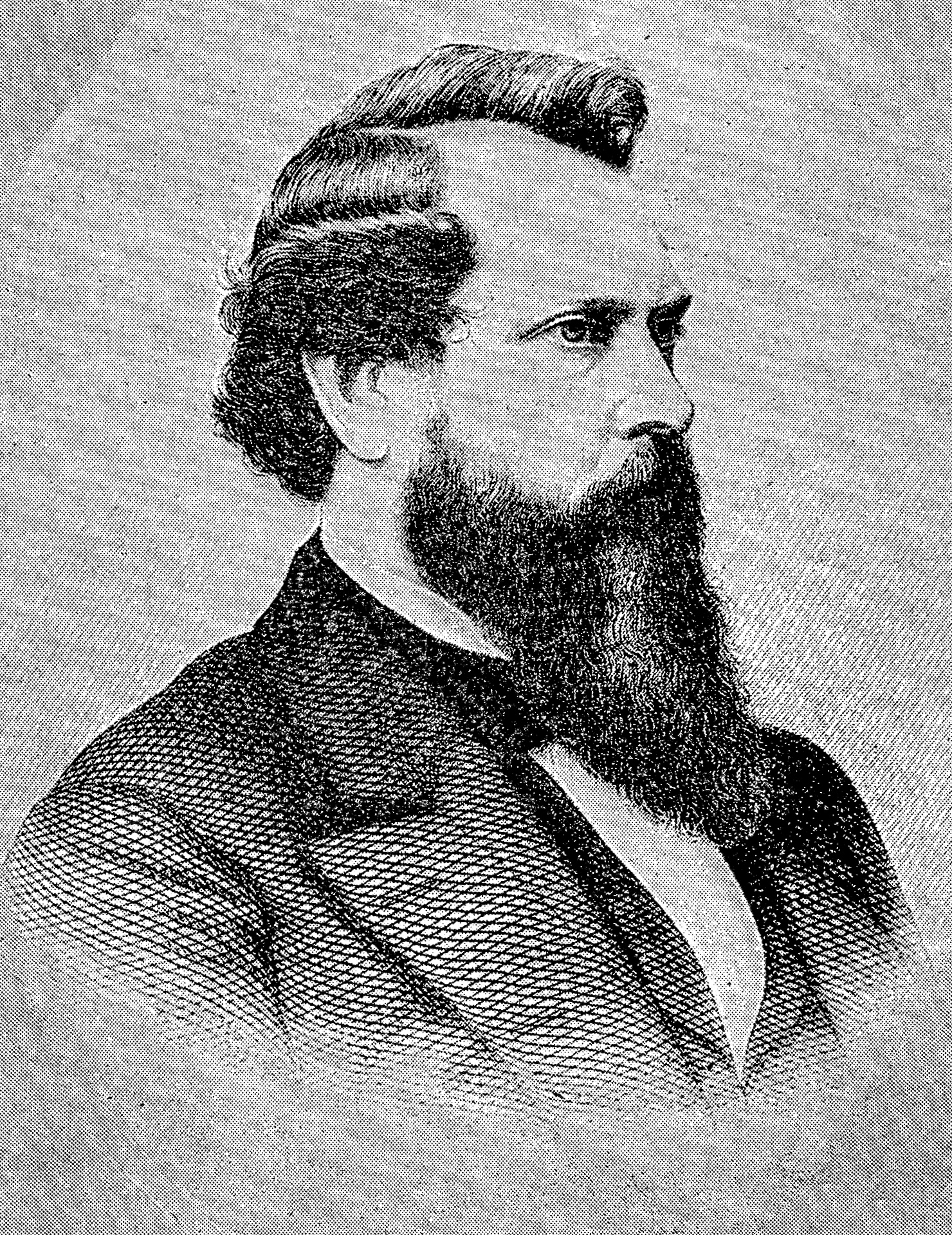

Thomas Allen Jenckes (* 2. November 1818 in Cumberland, Rhode Island; † 4. November 1875 ebenda) war ein US-amerikanischer Politiker. Zwischen 1863 und 1871 vertrat er den ersten Wahlbezirk des Bundesstaates Rhode Island im US-Repräsentantenhaus.

## Werdegang
Thomas Jenckes besuchte die öffentlichen Schulen seiner Heimat und studierte danach bis 1838 an der Brown University in Providence. Nach einem anschließenden Jurastudium und seiner im Jahr 1840 erfolgten Zulassung als Rechtsanwalt begann er dort auch in seinem neuen Beruf zu arbeiten. Im Jahr 1842 war er als Secretary im Vorstand einer Versammlung zur Überarbeitung der Staatsverfassung von Rhode Island. Zwischen 1845 und 1855 übte er das Amt des Attorney General von Rhode Island aus.
Von 1854 bis 1857 war Jenckes Abgeordneter im Repräsentantenhaus von Rhode Island. Im Jahr 1855 war er auch Staatsbeauftragter zur Überarbeitung der Gesetze des Staates. Jenckes gehörte der 1854 gegründeten Republikanischen Partei an und wurde 1862 als deren Kandidat in das US-Repräsentantenhaus in Washington, D.C. gewählt, wo er am 4. März 1863 William Paine Sheffield ablöste. Nach drei Wiederwahlen konnte er sein Mandat bis zum 3. März 1871 ausüben. In diese Zeit fiel das Amtsenthebungsverfahren gegen Präsident Andrew Johnson, das im Repräsentantenhaus eine Mehrheit hatte, im Senat aber an einer Stimme scheiterte. Während seiner gesamten Zeit im Kongress war Jenckes Vorsitzender des Patentausschusses. Dabei half er bei der Ausarbeitung einiger Gesetze, die das Patentrecht vereinfachten. Jenckes war auch im Justizausschuss des Repräsentantenhauses. Er brachte im Jahr 1870 den Gesetzentwurf ein, der zur offiziellen Gründung des US-Justizministeriums führte. Bis dahin gab es zwar den United States Attorney General, der als Justizminister fungierte; ein reguläres Ministerium bestand aber nicht.
Nachdem er im Jahr 1870 nicht wiedergewählt worden war, arbeitete Jenckes bis zu seinem Tod wieder als Anwalt. In den Jahren 1872 und 1873 vertrat er die Bundesregierung in einem Bestechungsprozess (Crédit-Mobilier-of-America-Skandal). Thomas Jenckes verstarb 1875 und wurde in Providence beigesetzt.